# وسام الملك عبد الله الثاني للتميز
وسام الملك عبد الله الثاني للتميز هو وسام ملكي أردني رفيع، يمنحه الملك الأردني للشخصيات البارزة من أصحاب الإسهامات الذين قدموا خدماتٍ جليلة أو عطاءً مميزًا، ويعتبر الوسام من أرفع الأوسمة الملكية الأردنية التي تقدم للمتميزين في كافة المجالات، ويتكون الوسام من خمس درجات.

## درجات الوسام
يتكون وسام الملك عبد الله الثاني للتميز من خمس درجات، وهي:
- الدرجة الأولى، وهي الدرجة العليا.
- الدرجة الثانية.
- الدرجة الثالثة.
- الدرجة الرابعة.
- الدرجة الخامسة.

## شخصيات حاصلة عليه
- وليد سيف، الدرجة الأولى العليا، عام 2022.[4]

- بييرباتيستا بيتزابالا، الدرجة الأولى العليا، عام 2022.[5]

- أحمد أبو غوش، الدرجة الأولى العليا، عام 2016.[1]
- الروائي الأردني جلال برجس[6] الدرجة الثانية العليا عام 2023

## وصلات خارجية
- عن وسام الملك عبد الله الثاني للتميز، موقع التراث الملكي الأردني.